# Mayer-Rokitansky-Küster-Hauser syndrom
Mayer-Rokitansky-Küster-Hauser syndrom eller MRKH syndrom er en medfødt misdannelse, der omfatter manglende eller ufuldstændig udvikling af livmoderen og skeden (vagina) hos kvinder.

## Forekomst
MRKH syndrom rammer ca. 1 ud af 5.000 kvinder i Danmark. Man skønner således at ml. 500-650 kvinder i Danmark har MRKH syndrom .

## Karakteristika og diagnose
Syndromet opdages typisk først sent i puberteten som følge af fortsat udebleven menstruation ved 16-års alderen (primær amenoré). Der ses en blindt endende skede, der typisk kun er 1-2 cm lang, samt manglende livmoder der påvises ved billeddiagnostik (ultralyd- eller MR-skanning).
MRKH syndrom er desuden kendetegnet ved en normal kvindelig kromosomsammensætning, 46,XX, hvorved MRKH differentieres fra androgen insensitivitetssyndrom (AIS, også kaldet Morris syndrom), der har en mandlig kromosomsammensætning (46,XY). 
Endeligt karakteriseres MRKH syndrom ved normal udvikling af sekundære kønskarakteristika (ydre kønsorganer, bryster og kønsbehåring), og der ses normalt niveau af kvindeligt kønshormon.
MRKH syndrom resulterer i komplet infertilitet samt problemer med at gennemføre samleje.

## Klassifikation
MRKH syndrom klassificeres i type I og type II. Type I er isoleret misdannelse af kønsorganerne. Type II er kendetegnet ved også at inkludere misdannelser af øvrige organer som nyrer, skelet og hjerte. Fordelingen af de to typer er hhv. 55-65% og 35-45%.

## Årsag
Den præcise årsag til MRKH syndrom er endnu ukendt. Man har både undersøgt genetiske såvel miljøfaktorer som årsag uden at påvise nogen sikker sammenhæng. Der er rapporteret familiære tilfælde af MRKH syndrom, som således bestyrker mistanken om genetisk årsag hos nogle .
MRKH syndrom menes dog at være en følge af en udviklingsforstyrrelse af de müllerske gange, der normalt i 5.-6. fosteruge udvikler sig til æggelederne, livmoderen og øvre del af skeden. 

## Behandling
Behandlingen retter sig primært imod at danne en længere skede for at muliggøre samleje. Dette kan gøres ikke-kirurgisk ved dilatationsbehandling og kirurgisk. I dag anbefales ikke-kirurgisk behandling som førstevalg grundet den lavere risiko for komplikationer.
Infertiliteten kan potentielt behandles ved at foretage livmodertransplantation. Dette foretages dog endnu kun eksperimentelt. 
Anden mulighed for at få et biologisk barn er ved at anvende rugemor. Dette tillades dog ikke i den aktuelle danske lovgivning.